# HMS Norrköping (T131/R131)

HMS Norrköpings vapen.

HMS Norrköping (T131) senare (R131) var en av svenska marinens robotbåtar. Den byggdes ursprungligen som torpedbåt i Norrköping-klassen men byggdes om till robotbåt mellan 1982 och 1984 och betecknades därför som (R131) efter ombyggnaden. Mellan 1995 och 1999 genomfördes en livstidsförlängning av sex av robotbåtarna som bland annat omfattade uppgradering och ombyggnad av SLC (stridsledningscentralen). Efter denna ombyggnad döpte man om klassen till robotbåt Ystad-klass efter det sist producerade fartyget i Norrköping-klassen.
Gradvis började man fasa ut de sista sex robotbåtarna i början på 2000-talet. Efter försvarsbeslutet 2004 bestämdes det att även de två sista robotbåtarna (Norrköping och Ystad) skulle tas ur organisationen. HMS Norrköping avvecklades 1 september 2005. För HMS Norrköping finns det planer på att fartyget skall ligga i Norrköping som museifartyg på initiativ av föreningen Flottans män.
Gick till upphuggning/skrot 2006